# Мери-Кејт и Ешли у акцији
Мери-Кејт и Ешли у акцији (енгл. Mary-Kate and Ashley in Action!) је америчка телевизијска цртана серија, са Мери-Кејт и Ешли Олсен у главним улогама. Главна радња прати пустоловине Мери-Кејт и Ешли, односно тајних агената Мисти и Ембер, у њиховим шпијунским задацима у борби против бројних зликоваца који прете светском миру. По серији је објављен и серијал књига. Ово је последња телевизијска серија у којој су се Олсен близнакиње појавиле заједно.
У Србији, Црној Гори и Босни и Херцеговини серија је премијерно приказана титлована на српски језик на дечијој телевизији Хепи, а неколико година касније је репризирана на телевизији Пинк супер кидс.
У Србији, Црној Гори, Босни и Херцеговини и Бившој Југословенској Републици Македонији је 2008. године на телевизији Минимакс премијерно приказана синхронизација на српски језик. Синхронизацију је радио студио Кларион. Серија се на Минимаксу, након премијере, емитовала у још неколико наврата.

## Улоге
| Лик                     | Српски глас          |
| ----------------------- | -------------------- |
| Мери-Кејт Олсен / Мисти | Николина Кујача      |
| Ешли Олсен / Ембер      | Зорица Панчић        |
| Рене ла Руж             | Зорица Панчић        |
| Роми Бејтс              | Снежана Конеска Руси |
| Квинси                  | Дејан Лилић          |
| Родни Чој               | Дејан Лилић          |
| Иван Квинтеро           | Дејан Лилић          |
| Клајд Хеџмортон-Смајт   | Дејан Лилић          |
| Бенингтон               | Дејан Лилић          |

## Списак епизода
| #   | Српски назив                   | Енглески назив            |
| --- | ------------------------------ | ------------------------- |
|     |                                |                           |
| 01. | „Опака екипа“                  | The Mean Team             |
|     |                                |                           |
| 02. | „Заштитни фактор 5000“         | SPF 5000                  |
|     |                                |                           |
| 03. | „Бесплатни поклон уз куповину“ | Gift With Purchase        |
|     |                                |                           |
| 04. | „Ко је искључио музику?“       | Who Turned The Music Off? |
|     |                                |                           |
| 05. | „Операција испаравање“         | Operation Evaporation     |
|     |                                |                           |
| 06. | „Штене љубави“                 | Puppy Love                |
|     |                                |                           |
| 07. | „Скроз слатко“                 | Tout Sweet                |
|     |                                |                           |
| 08. | „Мјаукање“                     | The Cat's Meow            |
|     |                                |                           |
| 09. | „Бржа храна“                   | Faster Food               |
|     |                                |                           |
| 10. | „Коса јој се дигла на глави“   | Out of Her Hair           |
|     |                                |                           |
| 11. | „Радости на снегу“             | Snow Much Fun             |
|     |                                |                           |
| 12. | „У сапуници“                   | In a Lather               |
|     |                                |                           |
| 13. | „У лажи су кратке ноге“        | Pants on Fire             |
|     |                                |                           |
| 14. | „Само смо се шалили“           | Just Kidding              |
|     |                                |                           |
| 15. |                                | Big Trouble               |
|     |                                |                           |
| 16. | „Ухвати талас“                 | Catch a Wave              |
|     |                                |                           |
| 17. | „У ваздуху“                    | Up in the Air             |
|     |                                |                           |
| 18. | „Мушки послови“                | Boy Stuff                 |
|     |                                |                           |
| 19. | „Бубе у глави“                 | Bug Off                   |
|     |                                |                           |
| 20. | „Нестали пас“                  | Dog Gone                  |
|     |                                |                           |
| 21. | „Можеш ли да ископаш?“         | Can You Dig It?!          |
|     |                                |                           |
| 22. | „Сусрети ванземаљаца“          | Alien Encounters          |
|     |                                |                           |
| 23. | „Дан лоше косе“                | Bad Hair Day              |
|     |                                |                           |
| 24. | „Добра журка“                  | Rave Reviews              |
|     |                                |                           |
| 25. | „Јахање уоколо“                | Hot to Trot               |
|     |                                |                           |
| 26. | „Туристичке замке“             | Tourist Traps             |
|     |                                |                           |